# 1790.
1790. je deseto desetletje v 18. stoletju med letoma 1790 in 1799. 